# 山口屋藤兵衛
山口屋 藤兵衛（やまぐちや とうべえ、生没年不詳）は江戸時代末期から明治時代にかけての江戸、東京の地本問屋。

## 来歴
錦耕堂、後に春錦堂と号す。荒川氏。文化から明治期に元浜町九兵衛店、後に馬喰町2丁目北側利右衛門店、久兵衛店、荒川藤兵衛・荒川コマ名義で馬喰町2丁目9番地で営業している 。喜多川歌麿、歌川豊国、歌川国貞、歌川国芳、歌川広重、2代目歌川広重、歌川貞秀、月岡芳年、山崎年信、歌川芳春、歌川国利らの錦絵などを出版している。また、自作の石版画も版行している。
明治に入ってから編者は荒川藤兵衛・荒川コマの名義で錦絵を刊行している。

## 作品
- 喜多川歌麿 『のれん太夫集 妹背』 大判 錦絵 文化2年（1805年）
- 喜多川歌麿 『浮絵吉原夕景』
- 歌川豊国 『見立高尾丸』 大判3枚続 錦絵 文化末‐文政前期
- 歌川国貞 『当世高名会席尽』 大判 錦絵揃物 文政前期
- 歌川国貞 『紅毛油画風』 横大判5枚揃 錦絵 文政後期
- 歌川国貞 『霧中ノ山水』 横大判 錦絵 天保
- 歌川国貞 『勝景鏡』
- 歌川国貞 『当世美人流光好』
- 3代目歌川豊国 『江戸名所百人美女』
- 歌川国芳 『東都御厩川岸之図』 横大判 錦絵 天保4年頃
- 歌川国芳 『浅茅原一ツ家之図』 大判3枚続 錦絵 安政2年（1855年）
- 歌川広重 『東都名所』 短冊判
- 歌川広重 『張交東海道五十三次図会』
- 2代目歌川広重 『諸国名所記』 中判
- 歌川貞秀 『神名川横浜新開港図』 大判3枚続 錦絵 万延1年（1860年）
- 月岡芳年 『正清三韓退治図』 大判3枚続 錦絵 元治1年（1864年）
- 月岡芳年 『本朝名婦鑑』 大判3枚続 錦絵 明治16年（1883年）
- 山崎年信 『日向延岡陣営之図』 大判3枚続 錦絵 明治10年
- 歌川芳春 『野州二荒山温泉之図』 大判3枚続 錦絵 明治12年
- 荒川藤兵衛 『婦女唱歌之図（三）』 石版筆彩 明治21年
- 歌川国利 『東京市街鉄道馬車往復之図並ニ名所一覧』 大判3枚続 錦絵 明治23年